# Supervezel
Supervezel of supersterke vezel is de naam van moderne, vaak op aramidebasis berustende, vezels die een hoge sterkte paren aan andere gunstige eigenschappen.
Supervezels werden ontwikkeld door diverse bedrijven onder verschillende merknamen. We noemen hieronder de diverse bedrijven die supervezels op de markt hebben gebracht.

## Kevlar
Kevlar is de merknaam van de supervezel die door DuPont werd ontwikkeld en oorspronkelijk was bedoeld om het staal te vervangen in het canvas van buitenbanden. Daarnaast vond men toepassingen in kogelwerende vesten en andere beschermende kleding. Dergelijke vesten kwamen in 1973 ter beschikking. Problemen waren de gevoeligheid van Kevlar voor ultraviolette straling en bepaalde wasmiddelen.
Kevlar wordt daarnaast ook toegepast als versterkingsmiddel in scheepsrompen, vliegtuigen, en sportfietsen.

## Twaron
Akzo begon in de jaren 60 van de 20e eeuw (als AKU) met een onderzoeksprogramma onder de naam Fiber X. Dit leverde in 1972 een product op, dat Arenka werd genoemd. In 1976 werd een proeffabriek gebouwd die in 1977 de eerste producten leverde.
In 1984 werd het product omgedoopt tot Twaron. De commerciële productie hiervan startte in 1986 op drie locaties in negen fabrieken. Zo werd het polymeer in Delfzijl gemaakt en in Emmen werd ze gesponnen. In Emmen worden ook korte vezels chopped fibers gemaakt en in Emmen en Arnhem pulp. Pulp is een verzamelnaam voor zeer korte vezeltjes, die als asbestvervanging toegepast worden in remvoeringen, koppelingen en dergelijke. In 1989 werd de Twaronproductie verzelfstandigd tot de Business Unit Twaron BV, die in 2000 verkocht werd aan de Teijin Groep. Ze werd toen Teijin Twaron BV genoemd, om in 2007 omgedoopt te worden in Teijin Aramid. Delfzijl en Emmen zijn nog steeds de belangrijkste productielocaties van Teijin, dat zijn hoofdkantoor in Arnhem heeft.
Er zijn problemen met DuPont geweest aangaande octrooirechten, die AKZO dwongen tot wijziging van het proces. Dit leidde echter tot een veiliger procedé, waarvan nu ook DuPont gebruikmaakt.
Twaron wordt, evenals Kevlar, gebruikt in kogelwerende vesten, vuurbestendige en andere beschermende kleding, remschoenen, V-snaren, spankabels, composieten, scheepsrompen en vezelversterkt beton.

## Dyneema
Dyneema is ontwikkeld door DSM en is een supervezel op basis van polyetheen. Het onderzoek naar een sterke vezel werd sinds halverwege de jaren 60 van de 20e eeuw uitgevoerd onder leiding van A.J. Pennings en R. Koningsveld door de groep Fundamentel Polymeer Onderzoek. Het patent werd in 1979 verleend. Dit product heeft tal van toepassingen en het wordt ook door Honeywell in licentie geproduceerd onder de naam Spectra.

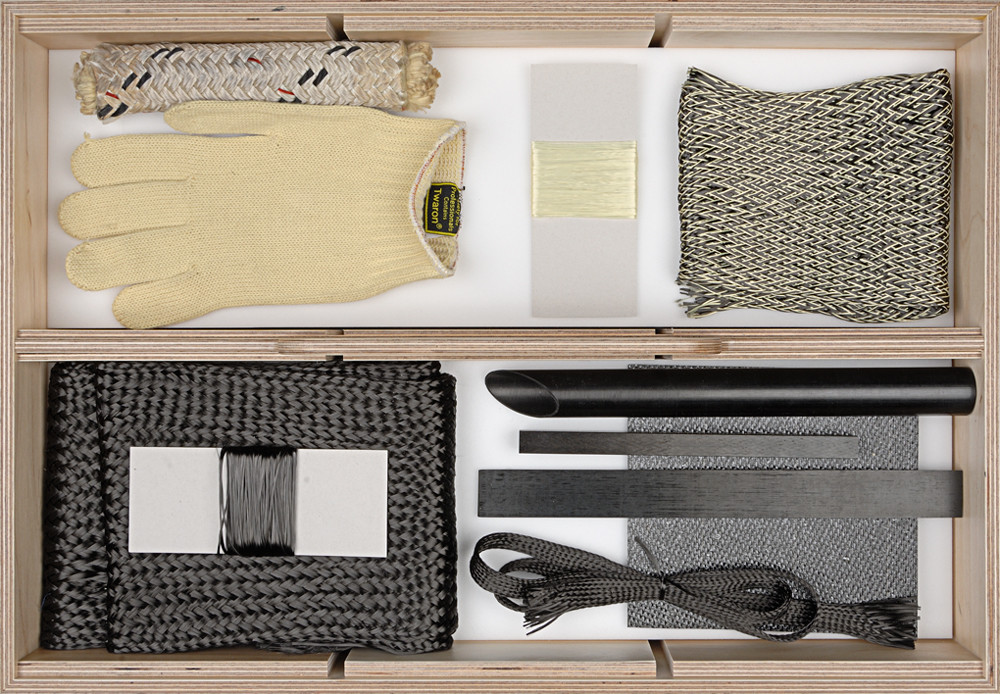
Koolstof en Aramide, koolstof garen en kabelkous, verschillende composieten met koolstof, aramide handschoen (Twaron), kabel van gevlochten glasvezel met aramide kern, aramide garen, gevlochten kabelkous met aramide en koolstof. Lade en monsters van het textielkabinet in het Textielmuseum te Tilburg

## Koolstofvezels
Koolstofvezel werd in het begin van de jaren 60 van de 20e eeuw uitgevonden door de Royal Aircraft Establishment te Farnborough. Een koolstofvezel bestaat uit duizenden laagjes grafiet, en heeft een dikte van 5-8 micrometer. Koolstofvezel behoort dus tot een geheel andere groep dan de overige supervezels. Het wordt vooral in composieten gebruikt, bijvoorbeeld voor sportartikelen, voertuigen, luchtvaart, statieven en fototoestellen, muziekinstrumenten en dergelijke, mede vanwege het geringe gewicht.